# I dominatori dell'universo
I dominatori dell'universo (Masters of the Universe) è un film fantastico del 1987 per la regia di Gary Goddard, ispirato alla linea di giocattoli della Mattel, Masters of the Universe.
Il film è uscito nei cinema statunitensi il 7 agosto 1987, in Italia invece la distribuzione nei cinema è avvenuta in maniera piuttosto limitata nell'aprile 1990.

## Trama
Le forze del maligno Skeletor attaccano il Castello di Grayskull dopo aver sconfitto gran parte delle armate di Eternia. Nel castello, Skeletor imprigiona la Maga di Grayskull con l'intento di acquisirne i poteri e sfruttare l'Occhio della Galassia, un portale nella Sala del Trono che gli permetterebbe di essere invincibile.
Mentre le forze di Eternia sono ormai in rotta, una delle pattuglie di Skeletor viene attaccata da He-Man, il più grande guerriero di Eternia e nemesi di Skeletor. Aiutato dai suoi compagni Man-At-Arms e sua figlia Teela, He-Man sgomina la pattuglia e salva un bizzarro inventore, Gwildor, che Skeletor aveva fatto catturare per impossessarsi della Chiave Cosmica da lui inventata. Tale Chiave, infatti, permette di aprire portali dimensionali verso qualunque tempo e luogo. In questo modo Skeletor era riuscito a penetrare nel Castello, ma Gwildor aveva conservato il prototipo della Chiave.
Gwildor rivela a He-Man e ai suoi compagni un passaggio segreto nel Castello per la Sala del Trono, ma quando arrivano sul posto, si trovano circondati dalle truppe di Skeletor guidate dalla perfida Evil-Lyn. Gwildor, per riuscire a sfuggire ai soldati, apre un accesso casuale con la Chiave, catapultandosi con He-Man e gli altri sulla Terra.
Sulla Terra, Gwildor scopre di aver perso la Chiave, così gli Eterniani decidono di dividersi per cercarla. La chiave è stata nel frattempo trovata da due ragazzi, Julie e Kevin, in un cratere. Musicista dilettante, Kevin preme i tasti sulla Chiave a caso scoprendo che la Chiave emette buone sonorità che può utilizzarla per fare musica. Premendo i tasti, però, invia anche un segnale ad Eternia indicando la posizione della Chiave a Skeletor e ai suoi. Evil-Lyn ingaggia quindi un gruppo di mercenari composto da Karg, Saurod, Blade e Beast Man.
I due ragazzi si recano nella palestra della scuola per evitare che Julie, i cui genitori sono morti da poco in un incidente aereo, rimanga da sola. Kevin scambia erroneamente la Chiave per qualche strano sintetizzatore giapponese, e decide di portare la Chiave da un amico per avere un secondo parere. Non appena però Kevin è andato via, un portale si apre nella palestra da cui vengono fuori i mercenari e i soldati di Skeletor. Julie fugge terrorizzata e incappa in He-Man che sconfigge i soldati mentre Man-At-Arms e Teela ricacciano via i mercenari. Furioso per l'insuccesso, Skeletor uccide Saurod, e rimanda i mercenari superstiti sulla Terra sotto il comando di Evil-Lyn.
Nel frattempo, Kevin ritorna alla palestra, trovandola semi distrutta e circondata dalla polizia. Il detective Lubic interroga Kevin e lo accompagna a casa di Julie. Julie telefona a Kevin per rassicurarlo e informarlo dell'importanza della Chiave Cosmica, ma Lubic gliela sequestra, sospettando che l'abbia rubata. Immediatamente dopo, Evil-Lyn piomba con i soldati in casa di Kevin, lo cattura, e tramite un collare lo obbliga a rivelarle dove si trova la Chiave. Evil-Lyn va a alla ricerca di Lubic, e dopo aver incontrato Kevin ed averlo liberato dal collare, He-Man e gli altri si dirigono al negozio di strumenti musicali, dove Lubic ha portato la chiave per farla esaminare dall'amico di Kevin.
All'arrivo di He-Man e gli altri, Lubic cerca di arrestarli per aver distrutto la scuola, ma l'arrivo di Evil-Lyn fa nascere una battaglia in cui rimane coinvolto anche il poliziotto. Grazie ad un trucco mentale, Evil-Lyn fa credere a Julie di essere la madre morta della ragazza e a farsi consegnare la Chiave. Evil-Lyn permette così a Skeletor di arrivare sulla Terra. Nella battaglia che ne consegue, Julie viene mortalmente ferita e il prototipo della Chiave danneggiato. Skeletor cattura gli amici di He-Man, minacciando di ucciderli a meno che He-Man non si consegni spontaneamente. He-Man si arrende e viene portato da Skeletor su Eternia in catene, mentre Man-At-Arms e gli altri vengono lasciati sulla Terra.
Su Eternia, Skeletor tortura He-Man per costringerlo ad inginocchiarsi davanti a lui. L'unica speranza per salvare Julie è portare la ragazza ad Eternia e farla curare dalla Maga di Grayskull. Kevin riesce, con una tastiera collegata da Gwildor alla chiave danneggiata, a riprodurre il motivo musicale che apre il portale per Eternia e lui e tutti gli altri, compreso Lubic che era tornato con rinforzi, vengono catapultati su Eternia.
Skeletor, intanto, è riuscito ad usare la spada di He-Man per aprire l'Occhio della Galassia, ed è divenuto potentissimo, assumendo un aspetto quasi divino. Dopo aver ottenuto i poteri cosmici, intima ad He-Man di sottometterglisi quale nuovo imperatore, ma egli continua a rifiutarsi; furioso, Skeletor riprende a torturare He-Man per costringerlo a sottomettersi, ma viene interrotto dall'arrivo degli amici di He-Man, che recupera la sua spada e i due ingaggiano un combattimento. Durante il duello, He-Man riesce a rompere il bastone di Skeletor, facendogli così perdere i suoi nuovi poteri e riportandolo alla sua forma originale. Sconfitto, Skeletor tenta almeno uccidere He-Man, colpendolo a tradimento con una spada, ma precipita in un baratro.
Liberata da He-Man, e recuperati i suoi poteri e le sue sembianze originali, la Maga di Grayskull guarisce Julie, e le dona un ciondolo azzurro. Gwildor apre un nuovo portale per riportare Julie e Kevin sulla Terra. Il detective Lubic decide di rimanere su Eternia trovandola molto più confortevole della Terra. Poco prima che Gwildor li rimandi indietro, la Maga chiede ai ragazzi se c'è un posto o momento particolare dove vogliono arrivare; Kevin e Julie dicono di no, ma un istante prima del teletrasporto Julie ci ripensa e cerca di esprimere una scelta, senza riuscirci.
Julie si sveglia nel suo letto, convinta di aver sognato. Ma al piano inferiore trova i suoi genitori, vivi e vegeti, ma in procinto di prendere il fatidico volo. Julie ruba le chiavi della macchina e scappa fuori casa. Lì incontra Kevin, e i loro ricordi così simili li convincono che non possono aver sognato. Julie capisce che il suo desiderio inespresso è stato accontentato, e inoltre ha ancora il ciondolo regalatole dalla Maga. Quando entrambi vi guardano dentro, il ciondolo mostra l'immagine di He-Man che pronuncia la famosa frase: "Io ho il Potere".
Dopo i titoli di coda, Skeletor emerge dai liquidi di scarico del baratro minacciando di tornare molto presto.

## Produzione
Con il successo della linea di giocattoli, un cartone animato di successo e una sfilza di altri prodotti, la Mattel non ebbe altra scelta che provare a guadagnare di più con un film live-action.
Il regista Gary Goddard aveva precedentemente tentato di realizzare un film basato sui Nuovi Dei della DC Comics, ma il progetto non andò in porto. Quando gli venne affidato il franchise di He-Man e i dominatori dell'universo, gestì il film proprio in modo da omaggiare i fumetti di Jack Kirby che non era riuscito ad adattare. Skeletor, per esempio, ha degli atteggiamenti e un aspetto che ricordano Darkseid, mentre la chiave cosmica ed i tunnel spaziali sono un richiamo alla Scatola Madre e al Boomdotto. Anche l'estetica del film ricorda molto lo stile di Jack Kirby. Nonostante secondo alcuni critici e alcuni fan, Goddard avrebbe usato I dominatori dell'universo come pretesto per realizzare quel suo progetto che nessuno gli aveva prodotto, in realtà il film in sé non fu letteralmente un Quarto Mondo rielaborato, ma l'intento fu quello di rendere il film un tributo a Jack Kirby. Il regista dichiarò:
La sceneggiatura di David Odell fu sottoposta a diverse riscritture: nella sceneggiatura originale, infatti, erano molte di più le sequenze ambientate ad Eternia, Beast-Man aveva un ruolo parlante, ed appariva anche la "dimora" di Skeletor: la Montagna del Serpente. Molte incongruenze col materiale originale furono dovute principalmente all'insufficienza dei mezzi (o più propriamente del budget) dell'epoca. Sono assenti personaggi importanti, e amati dai fan, come Battle-Cat e Orko; quest'ultimo in origine doveva avere la parte di Gwildor, ma poiché animare un personaggio costantemente volante avrebbe richiesto troppi soldi, fu inventato ex novo il personaggio su sua ispirazione. Il basso budget a disposizione (rispetto alla media dei film fantascientifici hollywoodiani dell'epoca) costrinse anche a spostare la maggior parte dello screentime sul pianeta Terra, coinvolgendo anche nuovi personaggi umani, perché ricreare gli imponenti palazzi di Eternia sarebbe risultato troppo per le casse della Cannon Films, che in quel momento iniziava ad accusare alcuni problemi finanziari, e, inoltre, creare il set dell'interno del Castello di Grayskull (il cui esterno si intravede solo in poche inquadrature disegnato tramite l'effetto del matte painting) aveva impegnato già gran parte del budget destinato alle scenografie e agli effetti speciali. Cannon faticò a trovare finanziamenti per il film e per il marketing, e questo dopo che la Mattel aveva già fornito una grossa fetta di denaro. Si dice che la compagnia di giocattoli abbia pagato per assicurarsi che il film potesse avere una prima adeguata. Mattel originariamente voleva che nel film apparissero ventisei personaggi classici in totale, ma voleva anche nuovi personaggi con cui poter fare soldi. Alla fine la produzione arrivò ad un accordo ragionevole di circa una decina di personaggi.
L'azienda di giocattoli impose inoltre al regista varie restrizioni: nel film non doveva morire nessuno dei personaggi originali; He-Man non poteva uccidere nessuno e non poteva perdere o spargere sangue. Le restrizioni spinsero Goddard a creare i suoi personali guerrieri malvagi, che potevano essere facilmente uccisi dai protagonisti senza influire sulle vendite dei giocattoli. Alla fine, il regista riuscì ad ottenere qualche scena più violenta, come quella in cui He-Man viene frustato dai cattivi, dato che il vicepresidente della Mattel, John Weems, gli comunicò a metà produzione che la vendita dei giocattoli aveva subito una frenata inaspettata e gli diede pertanto l'autorizzazione di fare il possibile affinché il film fosse divenuto un successo.

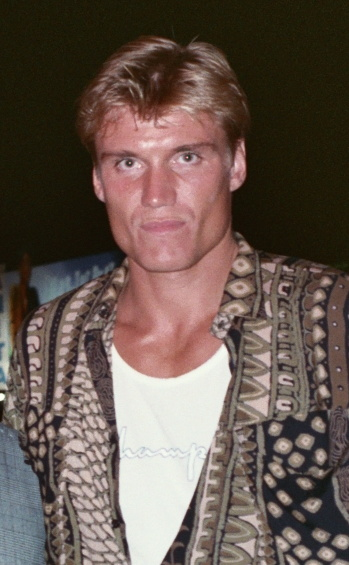
L'attore Dolph Lundgren interprete di He-Man

La performance di Lundgren, al suo terzo film, e al primo come protagonista, venne quasi ridoppiata a causa del suo forte accento svedese, ma grazie ad alcuni passaggi nel suo contratto questo non avvenne. Lo strano accento sembrava comunque in qualche modo appropriato, essendo nel film He-Man un alieno giunto sulla Terra da un altro pianeta. Lundgren, come tradizione per molti attori d'azione dell'epoca, girò anche quasi tutte le scene di combattimento e acrobazie senza l'aiuto di stuntman. A causa della scarsa accoglienza dei critici verso la pellicola, l'attore, negli anni successivi, si sarebbe pentito di aver accettato il ruolo per poi ricredersi quando, in tempi recenti, il film è assurto al rango di cult movie, arrivando a esprimere interesse ad avere un potenziale ruolo nell'eventuale reboot.
Frank Langella venne scelto come Skeletor per le sue doti recitative, dopo che il regista lo vide nella produzione di Broadway, Amadeus:
(Gary Goddard, 2015)
Chelsea Field venne scelta per la parte di Teela tra decine di possibili candidate e la scelta cadde su di lei principalmente perché, oltre a saper recitare, era anche una brava atleta molto adatta alle scene d'azione. Courteney Cox, all'epoca principalmente conosciuta come "la ragazza del video di Bruce Springsteen" dato che, prima di allora, il suo ruolo più famoso era stato fare la comparsa nel video di Dancing in the Dark del cantante statunitense, venne scelta per il suo aspetto giovanile, dato che, nonostante i suoi 23 anni, doveva interpretare un'adolescente.

## Distribuzione

### Cinema
Uscito negli Stati Uniti il venerdì 7 agosto 1987, al limite della He-Man Mania, un anno dopo che le vendite degli action figure erano crollate, nel suo weekend di apertura superò altri favoriti, tra cui l'allora molto atteso Who's That Girl di Madonna. Non potendo però competere con la popolarità di film come 007 - Zona pericolo (The Living Daylights) e Sorveglianza... speciale (Stakeout), il film scese dai primi posti delle classifiche piuttosto velocemente. Il film ebbe una release limitata in altri mercati internazionali, come in Italia in cui uscì al cinema con tre anni di ritardo solo ad aprile del 1990.

### Home video
Il film venne pubblicato in VHS in tutto il mondo verso la fine degli anni '80 e i primi anni '90. Il 23 agosto 2001 venne pubblicato in DVD mentre il 2 ottobre 2012 venne pubblicato in Blu-ray in una edizione speciale per celebrarne i 25 anni.

## Accoglienza
Il sito americano di recensioni cinematografiche Rotten Tomatoes assegna al film uno score del 17% basato su 24 recensioni. In Italia, il Morandini gli assegna due stelle.

### Critica
Fin dall'uscita, il film fu accolto prevalentemente in modo negativo. I fans del cartone rimasero insoddisfatti per le molteplici differenze con il prodotto d'origine. Inoltre, anche il tono molto più dark rispetto al cartone suscitò scalpore e contribuì all'insuccesso della pellicola. Un'altra critica che gli venne rivolta fu di aver copiato il famoso franchise di Star Wars: i servi di Skeletor anziché dei robot sono infatti dei soldati in uniforme che ricordano molto gli Stormtrooper e lo stesso Skeletor porta un cappuccio nero come l'imperatore Palpatine, lancia fulmini dalle dita come lui e la sua "morte" è graficamente parallela. La stessa ambientazione è molto più tecnologica e He-Man usa più la pistola che la spada. Variety scrisse «Tutti gli elementi sono di proporzioni epiche in questa copia ibrida di Conan/Star Wars... e il risultato è una noia colossale» anche se aggiunse che «trucco e costumi sono universalmente buoni, ma gli effetti speciali poco entusiasmanti».
Ciò nonostante Frank Langella (che interpreta Skeletor) affermò che questo fu uno dei suoi ruoli preferiti, in quanto suo figlio era un grande fan della serie. Al contrario, Dolph Lungdren (che interpreta He-Man) disse inizialmente di disprezzare il film e che fu imbarazzante interpretare un giocattolo, per poi ricredersi negli anni seguenti quando il film divenne un cult movie.
Negli anni, infatti, il film è stato in parte rivalutato da molti fan e critici, che hanno in particolare apprezzato l'interpretazione di Langella come Skeletor, all'epoca passata in secondo piano a causa del trucco prostetico indossato dall'attore per interpretare il cattivo, non apprezzato da molti fan. ComingSoon ha lodato la sua interpretazione, definendo l'attore come «la vera star del progetto» e dichiarando «ha dato una nuova vita al cattivo, dandogli un tocco shakespeariano e improvvisando alcune battute... Invece della figura muscolosa del cartone animato, che Langella era pronto a interpretare, essendo in forma all'epoca, lo studio lo vedeva come un personaggio più spaventoso e minaccioso, anche sotto diversi strati di trucco e un'armatura d'oro poco lusinghiera... La sua presenza ha contribuito a definire il film e la sua immagine è rimasta impressa nella mente di molti giovani fan». In una retrospettiva per i 30 anni del film, un critico scrisse «Masters of the Universe di Gary Goddard sembra essere invecchiato meglio di quanto fosse sembrato all'inizio, diventando un classico di culto».

### Incassi
La produzione Cannon dei cugini Menahem Golam e Yoram Globus finanziò il film con circa 22 milioni di dollari, che in totale ne incassò circa 18 solo negli Stati Uniti (non si conoscono gli incassi mondiali). Variety definì pertanto il film un "flop" al botteghino.  Il suo fallimento fu un importante fattore che contribuì alla caduta di Cannon Films e segnò per molti anni la fine del franchise "Masters of the Universe".

## Sequel cancellato e reboot

### Il sequel cancellato
La Cannon aveva progettato un sequel, come previsto dal finale nella scena dopo i titoli di coda. Il seguito avrebbe dovuto essere un film dal budget ancora più ridotto (si parlava di 4,5 milioni di dollari) e, per risparmiare, la storia sarebbe avvenuta di nuovo sulla Terra, questa volta postapocalittica, e con la presenza di She-Ra, la sorella gemella di He-Man. Qui Skeletor si sarebbe rifugiato, dopo la sconfitta, sotto le mentite spoglie di un uomo d'affari di nome Aaron Dark, con lo scopo di conquistare il pianeta, e He-Man lo avrebbe seguito per sconfiggerlo facendosi passare per un quarterback professionista. Al rifiuto di Lundgren di partecipare al seguito, venne chiamato a sostituirlo il surfista Laird Hamilton. A causa dei problemi finanziari che attanagliavano la Cannon dopo i flop al botteghino del primo film sui Masters e di Superman IV, la compagnia si rifiutò di pagare le royalties alla Mattel per l'uso dei personaggi e la compagnia di giocattoli non apprezzò comunque la sceneggiatura del seguito, cancellando il tutto. I diritti cinematografici rientrarono così alla Mattel. Per non sprecare le scenografie e i costumi che avevano già iniziato a preparare per il sequel, e per un film mai realizzato su Spider-Man, la Cannon produsse allora un piccolo film a basso budget con protagonista Jean-Claude Van Damme, che chiamò Cyborg.

### Development hell
A partire dagli anni '90 fino ai 2020 si è più volte vociferato di un possibile reboot, tra i quali uno ad opera di John Woo, voci di corridoio che non hanno mai trovato conferma. Nel 2007, tuttavia, Variety ha affermato che la Warner Bros., il produttore Joel Silver e lo sceneggiatore Justin Marks erano al lavoro su un possibile film con personaggi aggiornati ed uno stile visivo simile a quello del film 300. Questi progetti e i successivi si sono però più volte fermati lasciando il progetto del nuovo film in un development hell.
Nel gennaio 2019, fu riportato che Art Marcum e Matt Holloway avrebbero riscritto la sceneggiatura per il reboot.
Il 13 febbraio 2019 Aaron e Adam Nee vennero scelti come registi per un film che sarebbe stato prodotto dalla Sony Pictures e venne annunciato che le riprese principali sarebbero iniziate a metà luglio 2019 a Praga. Il 20 marzo 2019 Noah Centineo venne scelto come He-Man. L'attore si è però ritirato dal ruolo il 29 aprile 2021, dopo che per più di due anni non si erano avute nuove notizie sul film, nonostante l'uscita fosse prevista per il 5 marzo dello stesso anno. Nel giugno 2021 cominciano a circolare voci su un possibile nuovo film che sarebbe stato prodotto e distribuito da Netflix. La notizia venne ufficializzata nel gennaio 2022, alla regia vi sarebbero stati i fratelli Nee e nella parte di Adam/He-Man era stato scritturato l'attore Kyle Allen. Anche questo progetto venne però cancellato.

### Masters of the Universe(2026)
Nel 2024, viene annunciato un nuovo film, questa volta prodotto da Amazon MGM Studios e Mattel Films con alla regia Travis Knight e come protagonista nella parte di He-Man l'attore britannico Nicholas Galitzine con un'uscita mondiale fissata per il 5 giugno 2026.

## Altri media
Nel 1987 l'editrice britannica Gremlin Graphics pubblicò il videogioco Masters of the Universe: The Movie, tratto ufficialmente dal film, per diversi home computer.